# Ур'янда-Ісар
Ур'янда-Ісар (крим. Uryanda İsar, також Ургенда-Ісар, Хрестова гора, інколи — Христова гора) — гора на Південному березі Криму. Розташована в Ореанді. Висота над рівнем моря — 204 м. З 1965 року гора Ур'янда-Ісар — комплексна пам'ятка природи місцевого значення. Площа пам'ятки — 7 га.
Ур'янда-Ісар є відторженецем Головного пасма Кримських гір, складена верхньоюрськими вапняками. Для неї характерні зарослі суничника. У давнину на вершині існувало Таврське поселення, від якого збереглися рештки могильника. Гора оточена оборонною стіною та сосновим лісом в якому розкидані брили білого вапняку.

## Назва
Справжня і первісна назва гори — Ур'янда-Ісар (через находження гори біля селища Ореанда), яку вже майже 200 років намагаються змінити на штучну назву «хрестова» через те, що нібито під час свого першого приїзду в Ореанду 30 вересня 1837 року російська імператриця Олександра Федорівна разом з графом Михайлом і графинею Єлизаветою Воронцовими нібито піднялись на вершину гори Ур'янда і встановили там дерев'яний хрест, з тих пір деякі росіяни почали називати скелю «Христовою». Згодом хрест замінили на чавунний зі спеціальними отворами для ілюмінації.

## Галерея

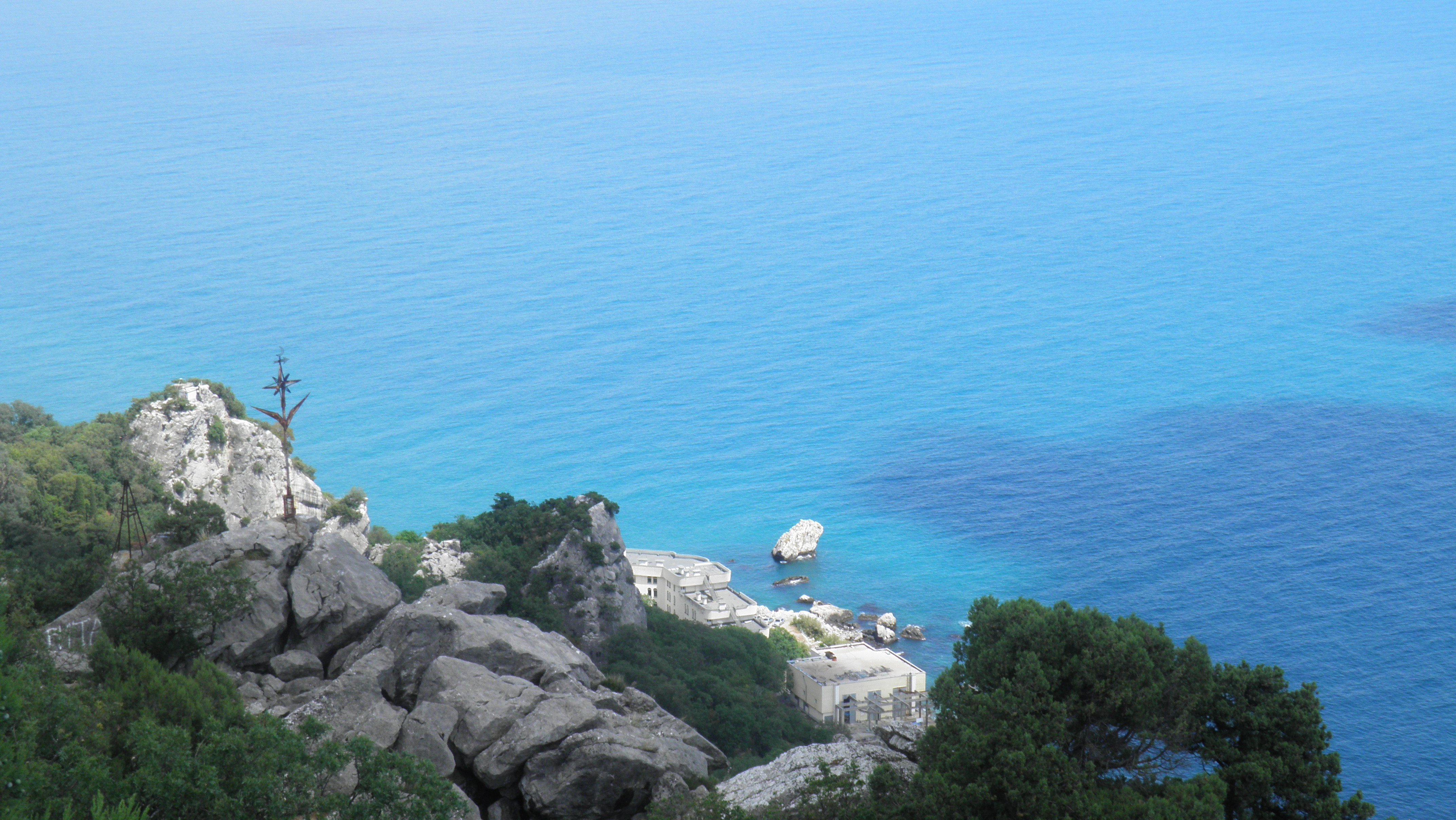
Ур'янда-Ісар у червні 2013
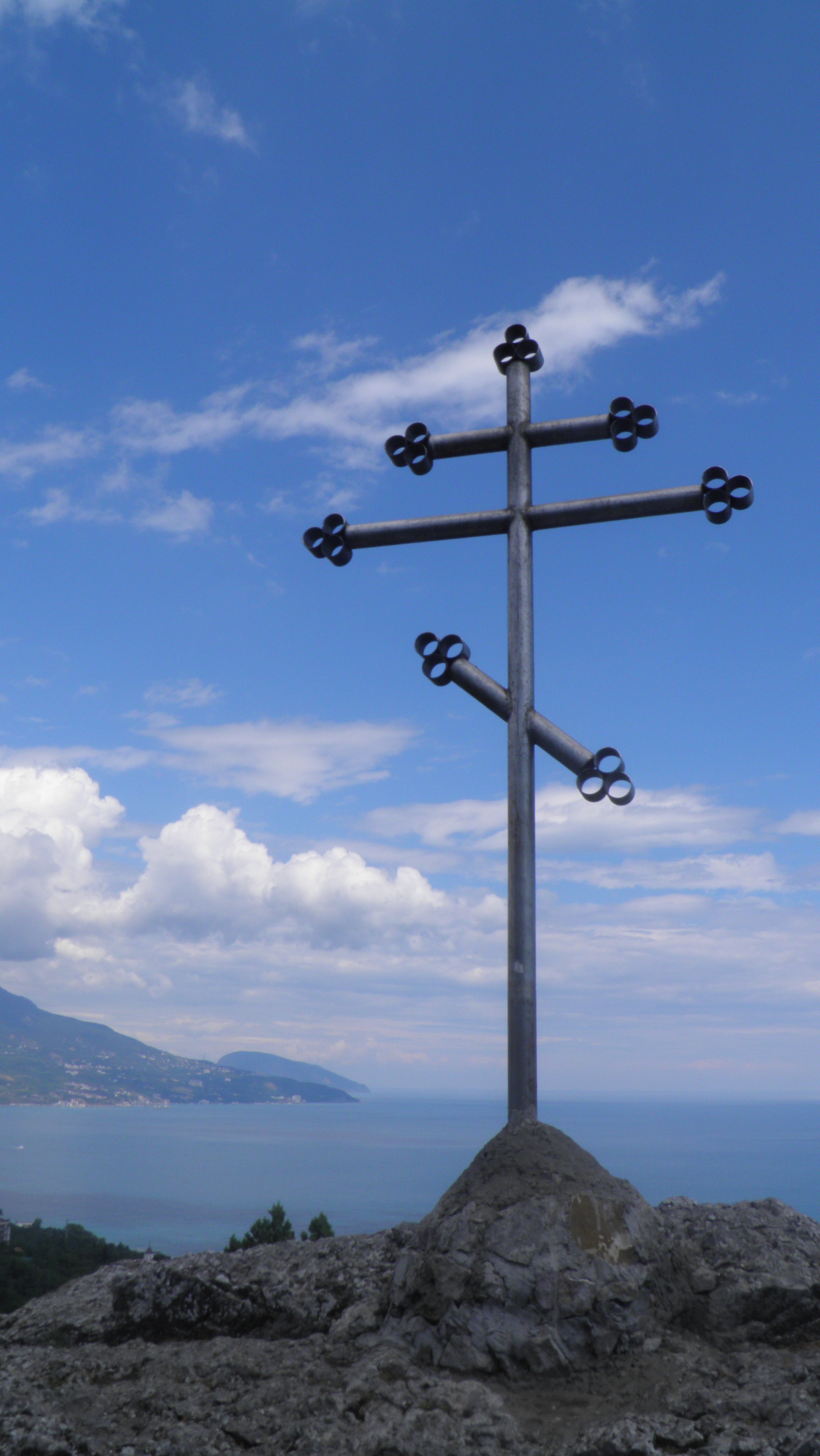
Хрест на горі
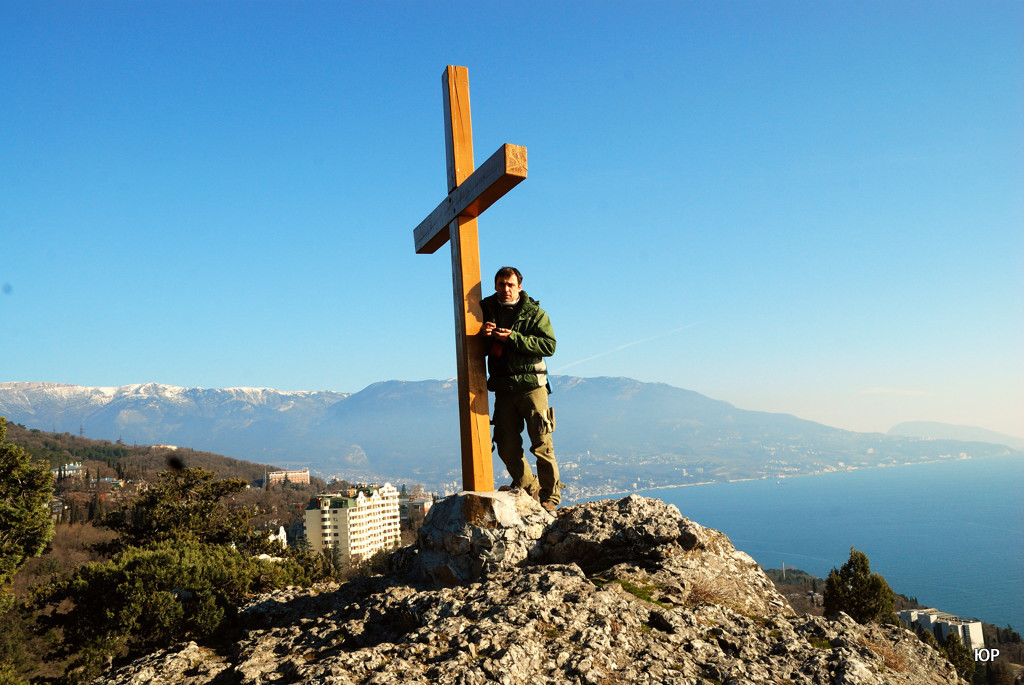
Ур'янда-Ісар у березні 2011 року